# Saison 3 d'Une famille formidable
Chronologie
Saison 2 d'Une famille formidable Saison 4 d'Une famille formidable
Cet article présente le guide des épisodes de la troisième saison de la série télévisée Une famille formidable.

## Épisode 1:Nicolas s'en va-t-en guerre
- Numéro(s) : 3 - 1
- Scénariste(s) :
- Réalisateur(s) :
- Diffusion(s) : 9 février 1996
- Invité(es) : Séverine Ferrer
- Résumé : Paule suspecte Richard d'avoir une liaison. Nicolas se drogue et cause la fausse couche d'Hélèna, puis se bagarre avec Jacques et part faire son service militaire. Frédérique vit sa première histoire d'amour avec Gaëtan

(À noter dans cet épisode,  une brève apparition de Séverine Ferrer dans le rôle de Gaelle.)

## Épisode 2:L'Amour en vacances
- Numéro(s) : 3 - 2
- Scénariste(s) :
- Réalisateur(s) :
- Diffusion(s) : 12 mars 1996
- Invité(es) :
- Résumé : Reine et Michel se marient. Sébastien avoue à Frédérique qu'il est amoureux d'elle. Nono trompe Francesca. Catherine trompe Jacques avec Éric.

## Épisode 3:De pères en fils
- Numéro(s) : 3 - 3
- Scénariste(s) :
- Réalisateur(s) :
- Diffusion(s) : 5 avril 1996
- Invité(es) : Daniel Gélin
- Résumé : Le père de Jacques revient dans sa vie. Nicolas rentre du service et se réconcilie avec Jacques. La mère de Julien meurt et Audrey et Julien recueillent ses deux frères et sa sœur. Frédérique et Sébastien décident de vivre ensemble.